# 辽宁广播电视台都市广播
辽宁广播电视台都市广播为名义上挂靠于辽宁广播电视台、实际由沈阳广播电视台制作运营的一个广播频率。该频率的口号是“都市人快乐的收音机，创造影响力”。

## 主要栏目
- 921评书开讲
- 健康36计
- 老林说旧闻
- 921讲古堂
- 快乐星期天
- 爱宠俱乐部
- 921评书江湖
- 都市飞歌扬
- 娱乐二人转
- 921名书场
- 周末侃车
- 921都市故事会
- 吃喝玩乐百事通
- 都市车友会
- 中国民居探秘
- 921周建龙故事会
- 921听书淘宝

## 播出频率
- 沈阳：AM1341KHz（50KW）、FM92.1MHz（彩电塔 10KW）